# Phare d'El Hank
Le phare d'El Hank est un phare situé sur la pointe d'El Hank à l'ouest du port de Casablanca (Région de Casablanca-Settat - Maroc).
Il est géré par l'autorité portuaire et maritime au sein du Ministère de l'équipement, du transport, de la logistique et de l'eau.

## Histoire
Ce phare, qui porte le nom de la pointe où il a été érigé, est le plus haut phare du Maroc. Il a été restauré par l'architecte français Albert Laprade (1883-1978) qui, entre autres, en redessine le faîte et aménage ses abords à partir de 1916, en s'inspirant des anciens minarets. Il est entré en fonction en 1920 et cela a aidé au développement de la ville de Casablanca, car il a facilité l'accès au port qui était auparavant jugé dangereux.
Le phare d'El Hank mesure 51 m de haut (avec un socle de 6,60 m) et possède un diamètre de 39 m à sa base. Il est équipé d'une lentille de Fresnel de 2e ordre et l'appareil d'éclairage possède 6 panneaux de 0,70 mètre, tournant sur du mercure. Avec une intensité équivalente à 2,1 millions candelas, le phare a une portée lumineuse de 30 milles marins (environ 55 kilomètres). Il émet trois éclats groupés toutes les 15 secondes.
Le phare d'El Hank est ouvert aux visiteurs et il est l'un des hauts lieux touristiques de Casablanca. Il faut gravir 256 marches afin d'arriver à la plate-forme supérieure.
Identifiant : ARLHS : MOR006 - Amirauté : D2574 - NGA : 23132.
|          |
| Le phare |

|         |
| El Hank |

| |
| Radiophare surmonté par une antenne marguerite rayonnant une puissance de 700 W sur la fréquence de 301 kHz composée de six groupes de lettres « HA » modulées par 846 Hz en Code Morse, 7 secondes de signaux avec un silence de 13 secondes; soit au total 2 minutes d'émission puis un silence de plusieurs minutes. D'une portée radiotélégraphique de 100 miles marins (180 km). |

### Lien connexe
- Liste des phares du Maroc